# Marie Hoa Chevallier
Marie Hoa Ducruet-Chevallier (sinh ngày 05 tháng 11 năm 1993) là một nữ blogger, doanh nhân và tôn nữ Monaco.

## Lịch sử
Marie Hoa Chevallier sinh ngày 05 tháng 11 năm 1993 tại Monaco, có cha người Pháp và mẹ người Pháp gốc Việt.
Cô tốt nghiệp cử nhân ngành quản trị doanh nghiệp tại Cao đẳng Kinh thương Skema (Pháp) và Đại học Tây Carolina ngành thiết kế thời trang rồi lập chuỗi cửa hiệu thời trang trực tuyến đăng kí sở hữu trí tuệ tại Monaco.
Tại Đại học Tây Carolina, cô làm quen với công tôn Louis Ducruet (con trai Thân vương nữ Stephanie) và bắt đầu sống thử cùng nhau từ tháng 01 năm 2008. Louis Ducruet là trữ quân thứ 10 của vương thất Monaco.
Giai ngẫu tổ chức cuộc đính ước nhỏ với sự hiện diện của gia đình đôi bên ngày 27 tháng 07 năm 2019 tại vương cung và hôn lễ lớn tại Thánh đường Nicôla (Monte Carlo) ngày 28 tháng 07. Hôn lễ có sự tham dự của 200 quan khách. Tân nương diện váy cưới có đuôi quết đất dài 5m do tôn nữ Pauline Ducruet thiết kế thủ công trong 300 giờ.
Ngày 4 tháng 4 năm 2023, cô đã hạ sinh con gái đầu lòng.